# Ácido
Ácido, no âmbito da química, pode se referir a um composto capaz de transferir Íons (H+) numa reação química (vide ácido de Brønsted), podendo assim diminuir o pH de uma solução aquosa, ou a um composto capaz de formar ligações covalentes (vide ácido de Lewis) com um par de eléctrons. As bases são os análogos opostos aos ácidos.
Há dois tipos de ácidos, os hidrácidos e os oxiácidos (que possuem oxigênio em sua composição).

## Conceito de Arrhenius
Segundo o químico sueco Arrhenius (1887), um ácido é toda substância molecular que, em solução aquosa, sofre ionização e produz como único cátion, o íon H3O . Um exemplo é o ácido clorídrico, de fórmula HCl:

## Conceito de Brønsted e Lowry
Anos mais tarde, em 1923, o físico-químico dinamarquês Brønsted e o também físico-químico inglês Lowry propuseram independentemente a ideia de que ácido é uma substância que pode ceder prótons (íons H+).
Esta última definição generaliza a teoria de ácidos de Arrhenius. A teoria de Brønsted e Lowry de ácidos também serve para dissoluções não aquosas; as duas teorias são muito parecidas na definição de ácido, mas a de Brønsted-Lowry é muito mais geral.
- Exemplos de ácidos de Brønsted e Lowry: HCl, H3O+ (oxônio (ou Hidrônio), H3PO4 – se doarem o H+ durante a reação.

Se estiverem em solução aquosa também são ácidos de Arrhenius.

## Conceito de Lewis
No mesmo ano (1923) em que a teoria de Brønsted-Lowry foi formulada, o químico estadunidense Lewis ampliou ainda mais a definição dos ácidos, teoria que não obteve repercussão até alguns anos mais tarde. Segundo a teoria de Lewis um ácido é aquela espécie química que, em qualquer meio, pode aceitar um par de elétrons. Desta forma incluem-se substâncias que se comportam como ácidos, mas não cumprem a definição de Brønsted e Lowry, sendo denominadas ácidos de Lewis. Visto que o próton, segundo esta definição, é um ácido de Lewis (tem vazio o orbital 1s, onde pode alojar-se o par de elétrons), pode-se afirmar que todos os ácidos de Brønsted-Lowry são ácidos de Lewis, e todos os ácidos de Arrhenius são de Brønsted-Lowry.
- Exemplos de ácidos de Lewis: Ag+, AlCl3, CO2, SO3 – se receberem par de elétrons.

## Ionização e equilíbrio
As reações de ácidos são generalizadas frequentemente na forma HA  H+ + A-, onde HA representa o ácido, e A- é a base conjugada. Os pares ácido-base conjugados diferem em um próton, e podem ser convertidos pela adição ou eliminação de um próton (protonação e deprotonação, respectivamente). Observe que o ácido pode ser a espécie carregada, e a base conjugada pode ser neutra, em cujo caso o esquema de reação generalizada poderia ser descrito como HA+  H+ + A. Em solução existe um equilíbrio entre o ácido e sua base conjugada. A constante de equilíbrio K é uma expressão das concentrações do equilíbrio das moléculas ou íons em solução. Os colchetes indicam concentração, assim [H2O] significa a concentração de [H2O]. A constante de ionização ácida Ka é usada geralmente no contexto das reações ácido-base. O valor numérico de Ka é igual à concentração dos produtos, dividida pela concentração dos reagentes, sendo o reagente o ácido (HA) e os produtos a base conjugada e H+.
O ácido mais forte tenderá a ter o Ka maior que o ácido mais fraco; a relação dos íon hidrogênio com o ácido será maior para o ácido mais forte, pois o ácido mais forte tem uma tendência maior a perder seu próton. Devido à gama de valores possíveis para Ka se estender por várias ordens de magnitude, mais frequentemente utiliza-se uma constante mais manipulável, pKa, onde pKa = -log10 Ka. Os ácidos mais fortes têm o pKa menor do que os ácidos fracos. Os valores de pKa. determinados experimentalmente a 25 °C em solução aquosa geralmente aparecem em livros e material de referência.

## Força dos ácidos (segundo Arrhenius)

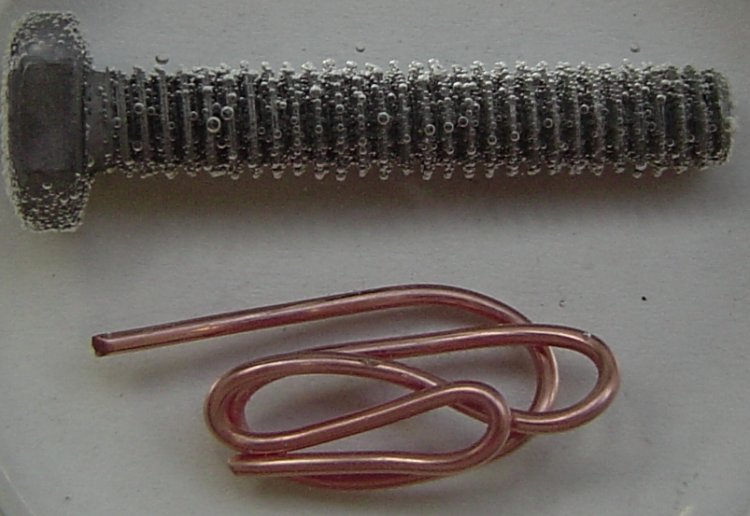
Um parafuso (contendo ferro em sua composição) e um fio de cobre mergulhados em ácido. O ácido clorídrico não reage com o fio de cobre.

- Um ácido forte é aquele que se ioniza completamente na água, isto é, libera íons H+, porém não os recebe. O exemplo anterior (ácido clorídrico) é um ácido forte. Outro é o ácido nítrico.[6]
- Um ácido fraco também libera íons H+ , porém parcialmente, estabelecendo um equilíbrio químico. A maioria dos ácidos orgânicos são deste tipo, e também alguns sais como o cloreto de alumínio.[6]

HOAc{\displaystyle \rightleftharpoons } H+ + OAc- ( em solução aquosa )
Neste caso HOAc equivale ao ácido acético, e a seta dupla indica o equilíbrio.

## Aspectos liberais genéricos da força dos ácidos
- Ao tratar de hidrácidos:

São fortes os ácidos HCl, HBr e HI. HF é o único moderado e os demais são ácidos fracos.
- Ao tratar de Oxiácidos:

Considere a notação geral: Hx(Elemento)Oy.
Teremos um ácido forte se:
y - x >= 2 (y - x > 1).((x.r) -1 >y)
Um ácido moderado se:
y - x = 1 .
Um ácido fraco se:
y - x = 0 (y = x)

## Autoionização
Pela teoria de Ahrrenius, existem os conceitos de bases conjugadas. Nesta visão, uma molécula de água, por exemplo, reage com outra, transferindo íon H+, ou seja, uma agindo como ácido e outra como base:
Assim, o OH- é a base conjugada da água e o H3O+ é o ácido conjugado da água.
É importante notar que, formam-se íons, o que pode ser comprovado pela pequena condutividade residual em água pura (0,056  microS/cm, o que mostra que a reação só ocorre em pequena proporção.
Ácidos também se auto-ionizam, como o HF, o H2SO4 e o ácido acético, sendo observadas reações ácido-base desta maneira também nestes solventes.

## Ácidos resistentes e não resistentes
Como extensão a teoria de Lewis, criada por Pearson foi criado um conceito de dureza e moleza para ácidos e bases. Estes termos se referem, respectivamente, a dificuldade ou facilidade com que as "nuvens eletrônicas" ("superfície" externa do átomo, região de maior probabilidade dos elétrons mais externos, HOMO) podem ser deformadas.E um desses exemplos é que ele é o único que pode doar , ou seja , ceder prótons que sua carga fica H+
Este ponto de vista é importante para análise de estabilidade/força de ligações entre ácidos e bases, influenciando áreas da química como catálise. Basicamente, ácidos duros como o H+, HF, BF3, AlCl3, formarão ligações mais fortes com bases duras, como OH-, NH3, e ácidos e bases moles farão ligações mais fortes entre si, enquanto ligações duro-mole serão mais fracas ou não ocorrerão.
Exemplos de bases moles são PH3, I-.
Exemplos de ácidos moles são Hg2+, CuI, BH3.

## Classificação dos ácidos
A classificação dos ácidos é realizada a partir de vários critérios diferentes, que variam desde a presença ou não de oxigênio até a medida da capacidade de ionização em água.

## Quanto ao número de hidrogênios ionizáveis
Monopróticos: são ácidos que podem liberar apenas um átomo de hidrogênio (em forma de próton, cátion de hidrogênio ou H+) de sua estrutura em solução aquosa. Ex.: HCl, HNO3, H3PO2 (libera 1xH+);
Dipróticos: podem liberar dois átomos de hidrogênio de sua estrutura em solução aquosa, Ex.: H2Cr2O7, H2MnO4, H2S, H2SO4, H3PO3 (libera 2xH+);
Tripróticos: podem liberar três átomos de hidrogênio de sua estrutura em solução aquosa, Ex.: H3PO4.

## Quanto ao número de grupos funcionais (H+)
Monácidos: possuem um íon H+ por molécula. Ex.: HCl, HNO3, HClO4, etc;
Diácidos: possuem dois íons H+ por molécula. Ex.: H2S, H2CO3, H2SO4, etc;
Triácidos: possuem três íons H+ por molécula. Ex.: H3BO3, H3PO4, H3SO4, etc;
Tetrácidos: possuem quatro íons H+ por molécula. Ex.: H4P2O7, H4SiO4, etc.

## Quanto à presença de oxigênio
Hidrácidos: sem oxigênio (fórmula geral: HnA);
Oxiácidos: com oxigênio (formula geral: HnAO).

## Quanto à volatilidade
(mais de seis átomos) Fixos, ex.: H1.B5sd,KlPH54,H2so4, H3PO4, entre outros.
(até seis átomos) Voláteis, ex.: HCl, HBr, HI, H2S, HCN, HNO3, entre outros.

## Quanto à força (pKa)
A força de um ácido depende da sua constante de acidez (Ka). Esta exprime uma noção do grau de ionização dos ácidos em solução, em dependência da concentração apresentada. Quanto maior o valor de pKa de um ácido, mais fraco ele é. Sendo assim um ácido pode ser considerado:
Muito Forte: Se o valor de pKa é menor que -0,35 (HCl, HBr, HI);
Forte a Semiforte (Moderado): Possuem um valor de pKa de ±0,35 (HF);
Fraco: Valor de pKa maior que 8.

## Quanto ao grau de hidratação
Orto: represente um ácido hidratado, p. ex.: H3PO4 (Ácido Fosfórico); representa formalmente H2PO2•1·H2O
Meta: represente um ácido menos uma molécula de água: H3PO4 → H2O + HPO3 (Ácido Metafosfórico)
Piro: represente um ácido que perdeu duas moléculas de água: 2·H3PO4 → 2·H2O + H4P2O7 (Ácido Pirofosfórico)

## Outras definições
- A definição mais simples de um ácido se resume a uma substância de gosto azedo.[10]
- Um ácido também pode ser definido como uma substância que tem o valor de pH inferior a 7 (a uma temperatura de 25º).[10]
- Um ácido pode ser também definido como um derivado da oxidação de álcoois ou aldeídos.[10] Neste caso trata-se de um ácido orgânico ou ácido carboxílico.

## História
Na antiguidade, as propriedades organolépticas, eram importantes na caracterização das substâncias. A palavra ácido, por exemplo, vem do latim acere, que significa azedo, e produtos que tinham esse sabor, como o vinagre, o leite coalhado e o suco de limão, eram considerados ácidos. Atualmente, sabemos que o sabor azedo característico destes produtos é devido a presença de ácidos carboxílicos em sua composição, como o ácido acético (vinagre), o ácido D-láctico (leite coalhado) e o ácido cítrico (suco de limão). 
Um dos primeiros ácidos preparados em laboratório foi o ácido sulfúrico, obtido primeiramente por Helmont (~1600) através do aquecimento do sulfato ferroso, seguido de destilação e, posteriormente, por queima do enxofre. O ácido clorídrico, que é um gás, foi descoberto por Priestley em 1772, quando reagiu o ácido sulfúrico concentrado com cloreto de sódio (NaCl). A dissolução desse gás em água conduziu a uma solução ácida, que foi chamada de ácido muriático (no latim muria significa salmoura).
Em 1657, o químico irlandês Robert Boyle observou que os ácidos tinham a propriedade de transformar uma tintura vegetal azul (litmus) em vermelha, sendo esta descoberta precursora dos indicadores usados em Química Analítica. Alguns anos depois (1777) Lavoisier, considerado um dos fundadores da Química moderna, postulou que a acidez era causada pela presença de um átomo na estrutura, o qual denominou de Oxigênio, cujo significado é "gerador de ácido" (do grego: oxis = azedo e genes = nascido). Esta ideia embora errada, foi a primeira tentativa de caracterizar quimicamente os ácidos.